# Триметилфосфит
Триметилфосфи́т — триметиловый эфир фосфористой кислоты, бесцветная жидкость с неприятным запахом (напоминает запах тухлой рыбы); растворим в органических растворителях, не растворим в воде.

## Свойства
Свойства триметилфосфита во многом типичны для средних фосфитов. Соединение реагирует со многими органическими галогенопроизводными (реакции Арбузова, Перкова), легко окисляется кислородом воздуха и другими окислителями (Н2О2, N2О4) до фосфата, присоединяет серу, отщепляя её от многих соединений, обычно образуя (CH3O)3PS, образует комплексы с кислотами Льюиса и солями некоторых металлов. В водных растворах кислот гидролизуется до Н3РО3, в щелочных растворах образует преимущественно (СН3О)2РОМ (М-щелочной металл). При обработке триметилфосфита хлором и бромом отщепляет СН3Наl с образованием (СН3О)2Р(О)Наl и других фосфорильных соединений. При нагревании со спиртами переэтерифицируется. При продолжительном нагревании (около 18 часов, 200 °С) в инертной атмосфере превращается в основном в фосфонат СН3Р(ОХОСН3)2, что отличает его от других средних алкилфосфитов.

## Получение
Триметилфосфит получают взаимодействием РСl3 с CH3ONa или СН3ОН в присутствии оснований при охлаждении (температура от —20 до + 5 °С), а также метанолизом трифенилфосфита.

## Применение
Триметилфосфит является промежуточным продуктом в синтезе пестицидов, лекарств, пластификаторов.
Внесён в Часть Б Списка 3 «Конвенции о запрещении химического оружия», так как может служить прекурсором для синтеза боевых фосфорорганических веществ.